# Минский завод гражданской авиации № 407
ОАО «Минский завод гражданской авиации № 407»  — предприятие по ремонту самолётов, расположенное в Минске.

## История

### Создание завода
Приказом Главного управления гражданского воздушного флота (ГУ ГВФ) маршала авиации С. Ф. Жаворонкова от 11 марта 1953 года № 051 была создана авиаремонтная база № 407 ГУ ГВФ по ремонту транспортных самолетов, авиамоторов и изготовлению нестандартного технологического оборудования на площадях аэропорта в городе Минске. Свою деятельность предприятие начало с ремонта и переоборудования самолётов Ли-2 и Ил-14. В марте 1962 года база была переименована в завод № 407 гражданской авиации. К этому времени на предприятии была проведена существенная реконструкция, построены ангары для ремонта и обслуживания самолётов. В 1970-1980-е годы завод осваивал ремонт новых типов пассажирских самолётов по мере их поступления в «Аэрофлот».

### Постсоветский период
Открытое акционерное общество «Минский завод гражданской авиации № 407» создано путём преобразования Государственного предприятия «Минский авиаремонтный завод» в соответствии с частью первой статьи 25 Закона Республики Беларусь от 19.01.1993 «О приватизации государственного имущества и преобразовании государственных унитарных предприятий в открытые акционерные общества», Постановления Совета Министров Республики Беларусь от 21.03.2011 № 348 «Об утверждении плана преобразования республиканских унитарных предприятий в открытые акционерные общества на 2011-2013 годы», приказа Минского городского территориального фонда государственного имущества от 31.12.2013 № 176.
8 мая 2018 г. был введён в эксплуатацию новый цех технического обслуживания и ремонта на территории РУП «Национальный аэропорт „Минск“» (ангар с административно-бытовым комплексом). К концу 2018 года завод был полностью перенесен на территорию аэропорта „Минск“. Старая территория завода, располагавшаяся юго-восточнее бывшего аэропорта "Минск-1", как и сам аэропорт, отдана под строительство жилищного комплекса "Минск-Мир".
Для обслуживания иностранной авиатехники 30 сентября 2020 года создано унитарное предприятие «407 Техникс». Компания осуществляет техническое обслуживание самолётов Boeing 737-300/400/500, Boeing 737-700/800/900, Airbus A320 Family.
В августе 2023 года завод попал под санкции США.

## Типы самолётов и количество отремонтированных[3]
| Тип самолётов | Годы ремонта | Количество |
| ------------- | ------------ | ---------- |
| Ли-2          | 1953 — 1966  | 777        |
| Ил-14         | 1956 — 1986  | 3658       |
| Ту-124        | 1964 — 1978  | 497        |
| Ту-134        | с 1972       | 3354       |
| Як-40         | с 1970       | 4236       |
| Як-42         | с 1994       | 13         |
| Як-52         | с 2007       | 14         |

## Известные сотрудники
- Михасенко, Тимофей Филиппович (1921—2004) — Герой Социалистического Труда.
- Ермошин, Владимир Васильевич (род. 26 октября 1942) - 4-й Премьер-министр Республики Беларусь (2000-2001), председатель Минского городского исполнительного комитета (1995-2000), с 1965 г. по 1990 г. работал на Минском заводе гражданской авиации № 407: старшим инженером, главным механиком, заместителем директора завода.

## Награды
- Орден Трудового Красного знамени (1971)[4]
- Международная премия «Золотой Меркурий» (1998)
- Золотой знак качества «Арка Европы» (1994)